# Валмађа (Верчели)
Валмађа је насеље у Италији у округу Верчели, региону Пијемонт.
Према процени из 2011. у насељу је живело 206 становника. Насеље се налази на надморској висини од 483 м.